# USS Bataan (LHD-5)
El USS Bataan (LHD-5) es un buque de asalto anfibio de tipo LHD de la clase Wasp. Es el segundo buque de la marina estadounidense en llamarse Bataan. Fue puesto en gradas en 1994, botado en 1996 y comisionado en 1997.

## Construcción

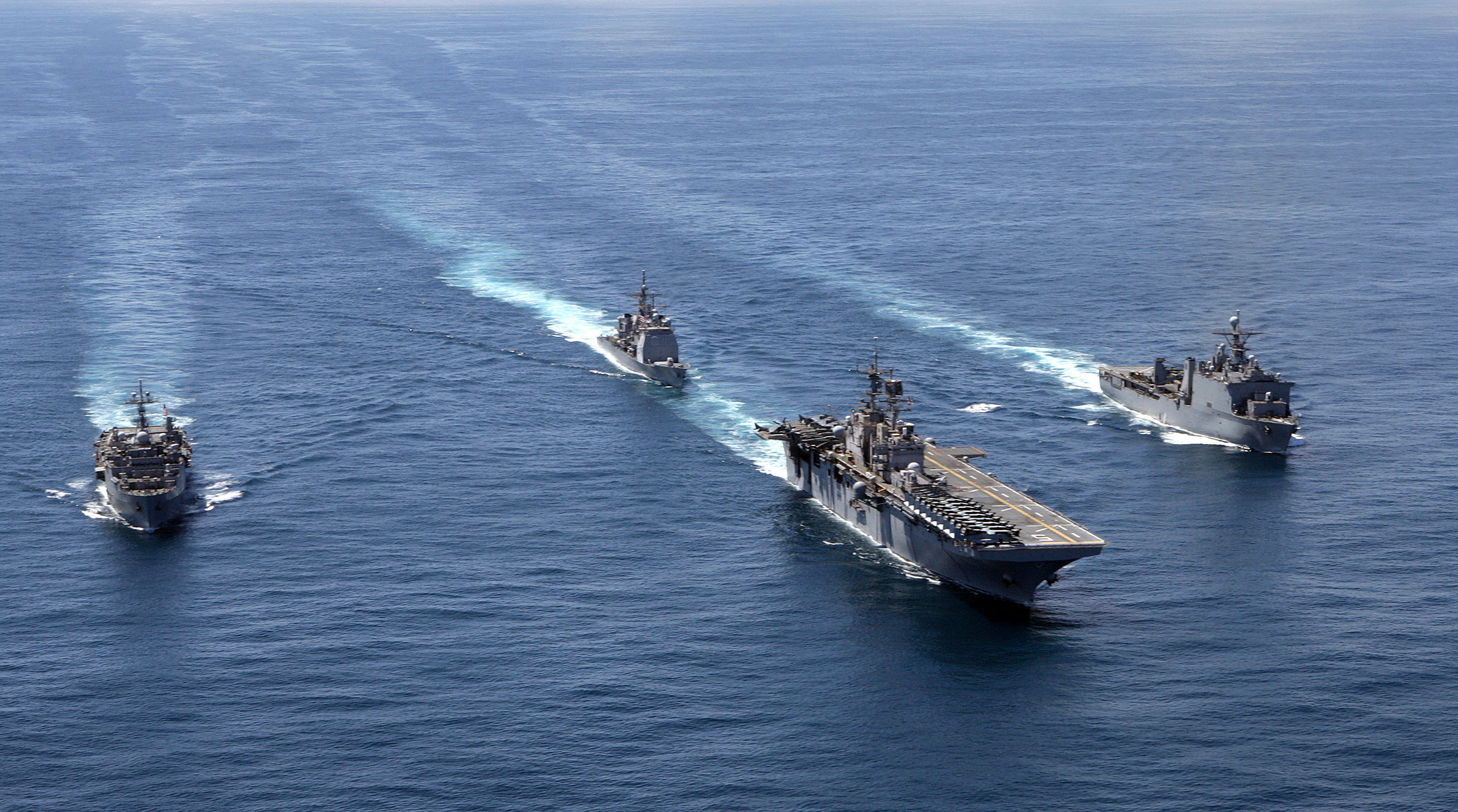
USS Bataan con su grupo de combate, año 2009.

Construido por el astillero Ingalls Shipbuilding, fue puesto en gradas el 22 de junio de 1994, botado el 15 de marzo de 1996 y comisionado el 20 de septiembre de 1997.

## Historial de servicio

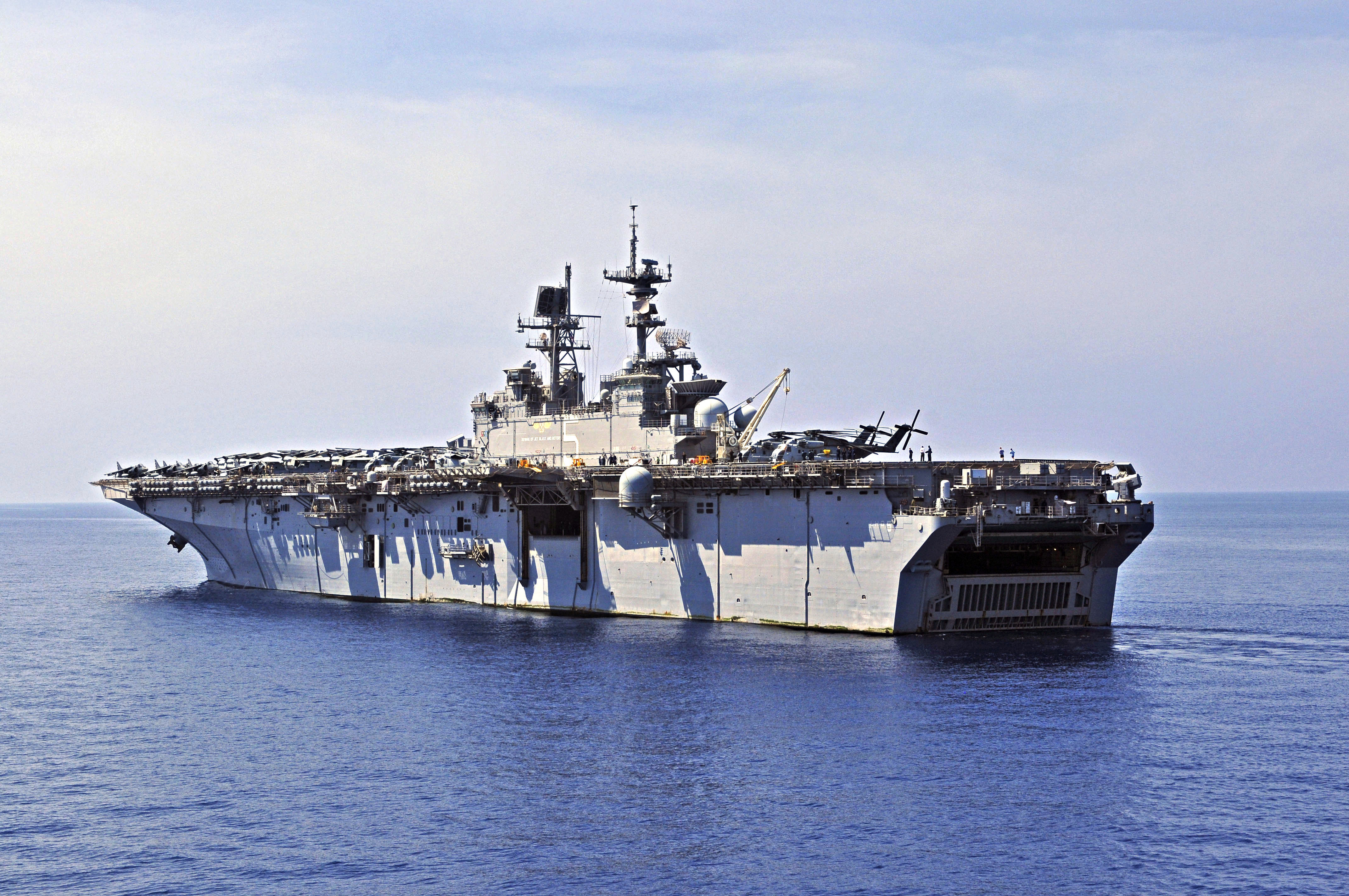
USS Bataan en el año 2011.

El 11 de octubre de 2023, se ordenó al Bataan, con la 26.ª Unidad Expedicionaria de la Infantería de Marina (con capacidad de operaciones especiales), junto con el USS Carter Hall (LSD-50), que abandonaran los ejercicios frente a Kuwait para potencialmente navegar hacia el Mediterráneo debido al estallido de la guerra entre Israel y Gaza.